# Schoterrechthuis

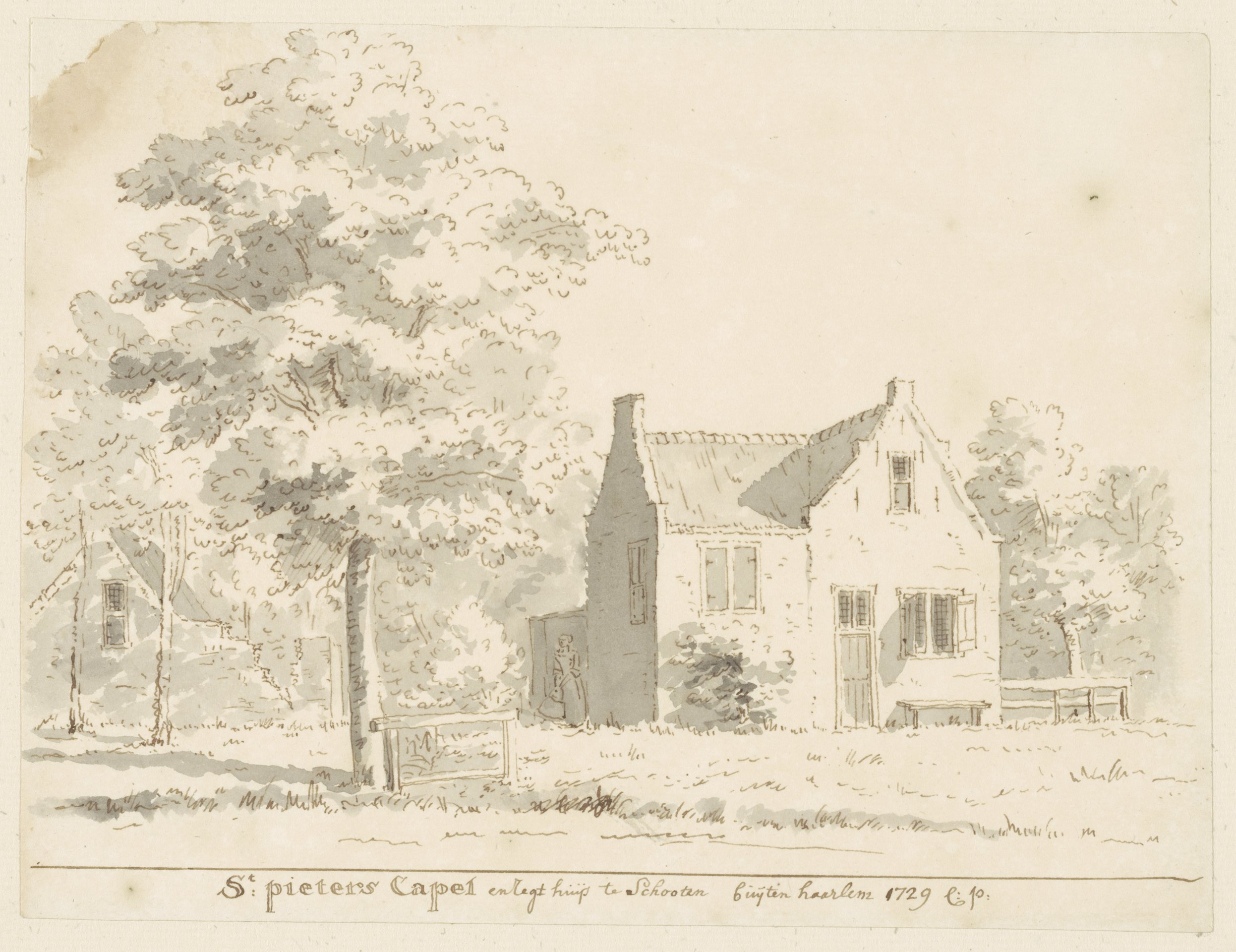
Rond 1729

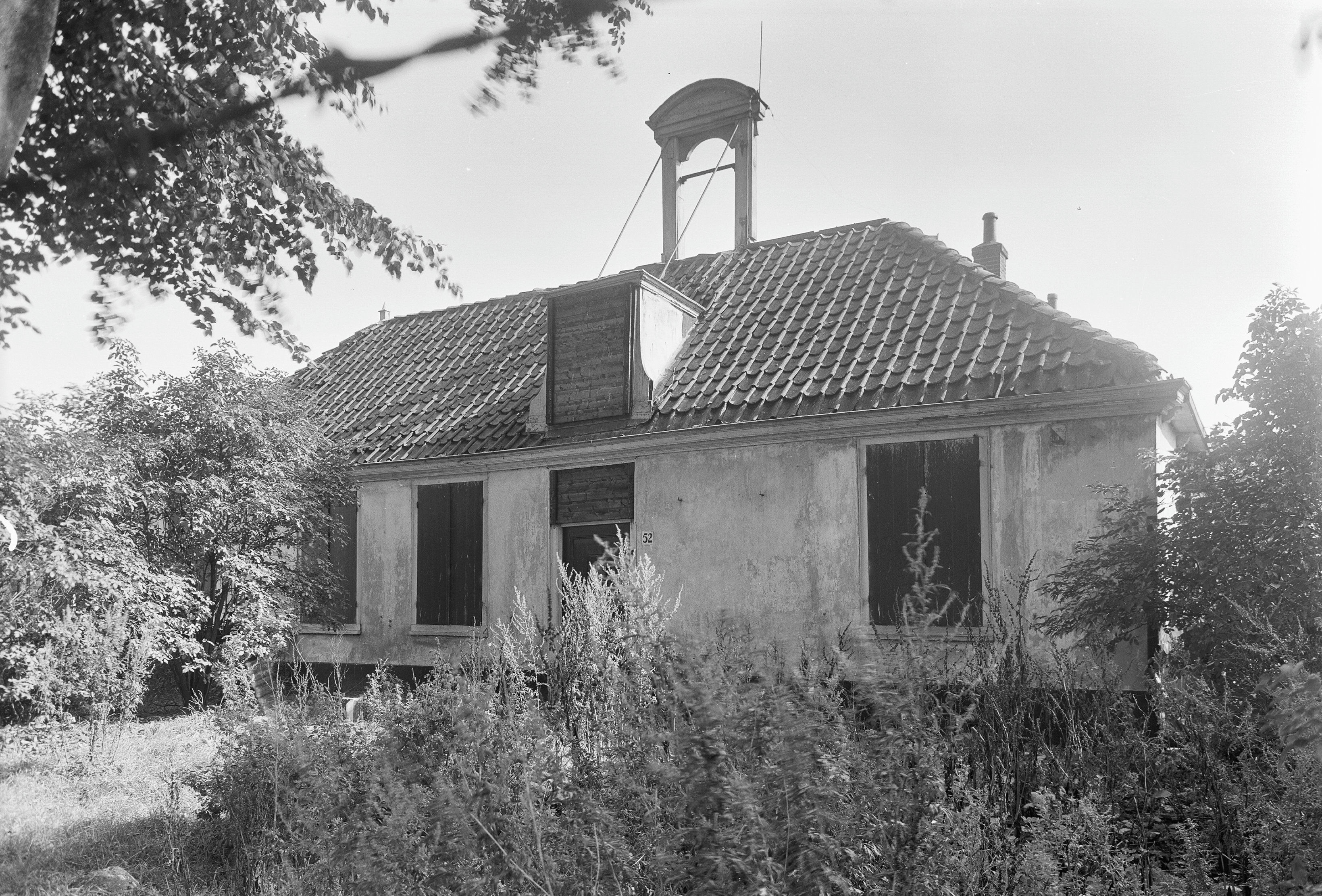
In vervallen staat in 1967

Het Schoterrechthuis is een voormalig raadhuis aan de Vergierdeweg in Haarlem.
Het rechthuis is gebouwd op de plek van de voormalige kapel van Schoten. De eerste Schoterkapel werd in 1316 gesticht en in 1393 vervangen door een tweede kapel. Deze kapel werd verwoest tijdens het beleg van Haarlem in 1572. In 1729 werd de ruïne hersteld en omgebouwd tot een rechthuis.
Het huidige gebouw is rond 1800 op de fundamenten van de kapel gebouwd. Rechtspraak vond er plaats en aan de rechterzijde was een kleine gevangenis gevestigd. Tot 1859 werden aan de achterzijde overledenen begraven. Daarnaast huisvestte het gebouw tot 1898 ook een lagere school.
Tot 1907 diende het als raadhuis van de voormalige gemeente Schoten. In 1906 begon men met de bouw van een nieuw raadhuis aan de Rijksstraatweg ter hoogte van het Soendaplein. Dit nieuwe raadhuis bleef in gebruik tot de annexatie van Schoten door Haarlem in 1927. Daarna werd het Schoterrechthuis gebruikt als school en later als politiepost van de gemeente Haarlem.
Na verloop van tijd raakte het Schoterrechthuis in verval en in 1966 werd overwogen het gebouw te slopen. Na protest werd het gerestaureerd en kreeg het een nieuwe functie als bibliotheek en ouderenopvang. Sinds 2006 is er voor het eerst sprake van een regiokantoor van het Rode Kruis in het gebouw.
- Rijksmonument: 19804